# Servidor de correu

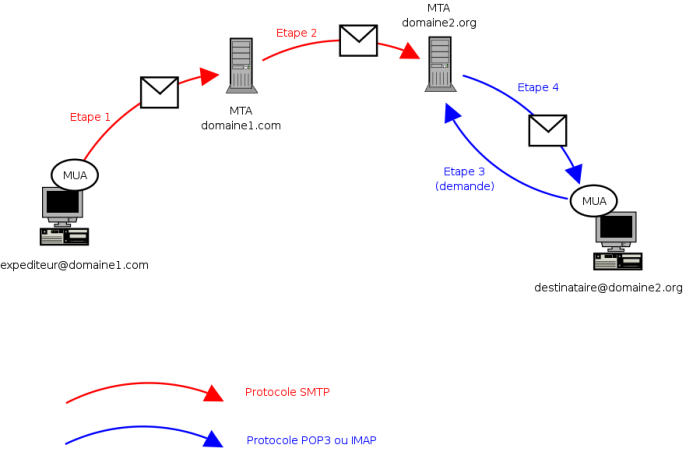
Etapes principals del trajecte d'un correu electrònic

Un servidor de correu (en anglès mail transfer agent - MTA) és una aplicació informàtica que permet enviar missatges (correus electrònics) d'uns usuaris a altres, amb independència de la xarxa que aquests usuaris estiguin utilitzant. Entre els més usats hi ha Postfix, sendmail i Exim. Aquest últim predeterminat a GNU / Linux Debian
El terme servidor de correu també és utilitzat en el sentit d'un equip que actua com un MTA que està executant el programari apropiat. El terme commutador de correu (mail exchanger), en el context del DNS es refereix a una adreça IP assignada a un dispositiu que allotja un servidor de correu, i, per extensió, també indica el mateix servidor.
Per aconseguir la connexió es defineixen una sèrie de protocols de comunicació, cadascun amb una finalitat concreta: 
- SMTP, Simple Mail Transfer Protocol: És el protocol que s'utilitza perquè dos servidors de correu intercanviïn missatges.
- POP, Post Office Protocol: S'utilitza per obtenir els missatges guardats en el servidor i passar-los a l'usuari.
- IMAP, Internet Message Access Protocol: La seva finalitat és la mateixa que la de POP, però el funcionament i les possibilitats que ofereixen són diferents.

Així doncs, un servidor de correu consta en realitat de dos servidors: un servidor SMTP que serà l'encarregat d'enviar i rebre missatges, i un servidor POP/IMAP que serà el que permeti als usuaris obtenir els seus missatges.
Per obtenir els missatges del servidor, els usuaris es serveixen de clients, és a dir, programes que implementen un protocol POP/IMAP. En algunes ocasions el client s'executa a la màquina de l'usuari (com el cas de Mozilla Thunderbird, Evolution, Microsoft Outlook). Tanmateix hi ha una altra possibilitat: que el client de correu no s'executi a la màquina de l'usuari; és el cas dels clients via web, com Gmail, Hotmail, openwebmail, Squirrelmail o Terra. Aquí l'arquitectura del servei és més complexa: 
En una màquina (A) hi ha el servidor SMTP i el servidor POP / IMAP. En una altra (B) hi ha un servidor web amb una aplicació client POP/IMAP. L'usuari connecta via World Wide Web amb (B) i llavors el client POP/IMAP estableix una connexió POP/IMAP amb el servidor de la màquina A; aquest servidor li torna a B els missatges de l'usuari, i un cop rebuts, el client genera una pàgina web amb els missatges rebuts. La pàgina web es passa al servidor web que serà el que l'envii a l'explorador web de l'usuari.
En tot cas, els protocols SMTP/POP/IMAP són insegurs en el sentit que els missatges viatgen sense protecció per la xarxa, és a dir, és fàcil obtenir els nostres missatges i contrasenyes. Per això se sol afegir una capa  SSL, és a dir, un mètode de xifrat que puguin implementar tant el servidor com el client. En el cas del correu via web es poden utilitzar dues capes SSL: una entre A i B i una altra entre el servidor web de B i el navegador web de l'usuari.